# Dorothea Kanizsai
Dorothea (ung. Dorottya) Kanizsai (* um 1475 in Kanizsa; † nach 1532) war eine ungarische Adelige und Wohltäterin.

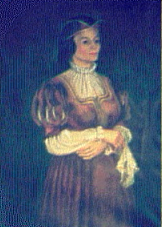
Dorothea Kanizsai

## Leben
Dorothea Kanizsai wird als eine Wohltäterin des ungarischen Volkes bezeichnet und überall im Lande hoch verehrt.
Sie war die Tochter von Miklós (Nikolaus) Kanizsai († vor 1470) der Obergespan de Komitates Oedenburg war. In erster Ehe war sie mit Peter Geréb de Vingárt glücklich verheiratet. Als dieser 1503 starb, ließ seine Witwe in Walpach eine Kapelle über dessen Grab errichten. Gleichzeitig stiftete sie einen größeren Betrag an die Kirche mit der Maßgabe für den Verstorbenen regelmäßig Seelenmessen zu lesen. Nach dem Tod ihres ersten Mannes heiratete sie Imre Perényi de Siklós. Diese Ehe war weniger glücklich, da Perényi ein stolzer und nach Macht trachtender Mann war. Dorothea hingegen eine sehr bescheidene Frau war und gerne zurückgezogen lebte. Als Perényi am 5. Februar 1519 starb vermählte sich Dorothea nicht mehr. Sie übernahm die Pflege für die Kinder ihres zweiten Mannes.
Sie war hoffähig und hielt sich auch öfters am Hofe von König Ludwig II. von Ungarn auf und nahm auch an dessen Beratungen, was für eine Frau der damaligen Zeit ziemlich ungewöhnlich war, teil. Auf eigenen Wunsch erhielt Dorothea Kanizsai von König Ludwig II. von Ungarn ein Familienwappen, auf welchen die Familien Geréb und Kanizsai dargestellt sind. Im Adelsbrief wird Dorothea sehr schmeichelnd erwähnt.

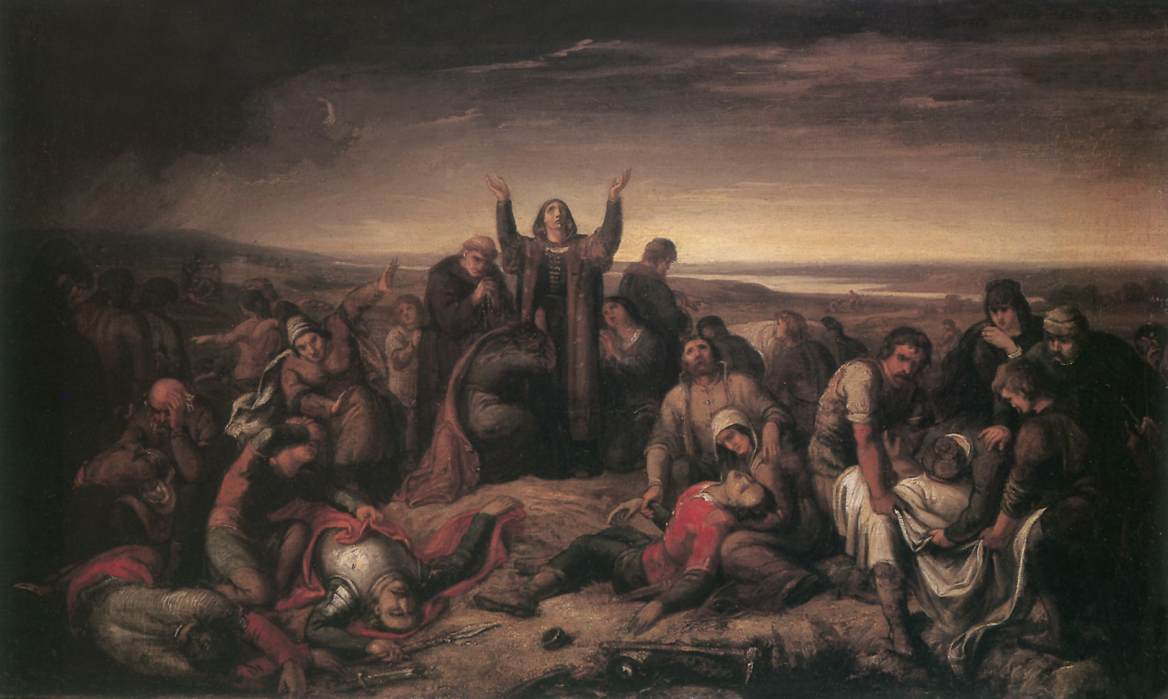
Die Bestattung der Gefallenen nach der Schlacht von Mohács durch Dorottya Kanizsai. Historiengemälde des Malers Soma Orlai Petrich (* 1822, † 1880)

Am 29. August 1526 fand die Schlacht bei Mohács statt. Diese Schlacht wird in der ungarischen Historiographie als eine der größten Katastrophen in der Geschichte Ungarns bezeichnet. Das ungarische Heer unter der Leitung des Königs Ludwig II. und des Erzbischofs von Kalocsa Pál Tomori wurde von den Türken vernichtend geschlagen. Tomari fiel in dieser Schlacht und der König ertrank in Bach Csele auf der Flucht. In der Schlacht fielen etwa 24 000 Soldaten des ungarischen Heeres. Dorothea Kanizsai besuchte auf der Suche ihres Stiefsohnes Ferenc Perényi nach der Schlacht das Schlachtfeld, welches mit Leichen übersät war. Ihrer karitativen und menschenfreundlichen Einstellung ist es zu verdanken, dass die Leichen – mit Hilfe ihrer 400 Leibeigenen und der Geistlichkeit der Umgebung – würdevoll bestattet wurden.

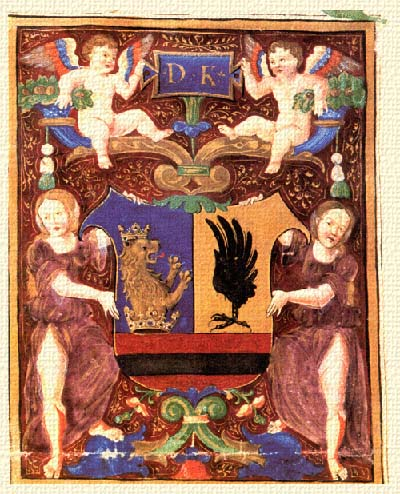
Wappen von Dorothea Kanizsai

Nachdem die Burg Siklós – die sich im Besitze der Perényis befand – am Südhang des Villány-Gebirges (im heutigen Südungarn) gelegen, unter osmanische Herrschaft geriet, war Dorothea Kanizsai gezwungen, diese zu verlassen. Sie zog in das Schloss Sárvar, den alten Familiensitz der Kanizsais, der ihrem verstorbenen Bruder György Kanizsai († 1510) gehörte. Sie kümmerte sich um dessen Kinder und Nachfahren. Die letzte schriftliche Erwähnung von Dorothea Kanizsai stammt aus dem Jahre 1532, anlässlich eines Treffens des ungarischen Adels. Danach verschwindet ihre Spur im Dunkel der Geschichte; sie wird nach diesem Zeitpunkt in der Literatur nicht mehr erwähnt. Über ihren Todestag und Todesort ist nichts bekannt geworden.

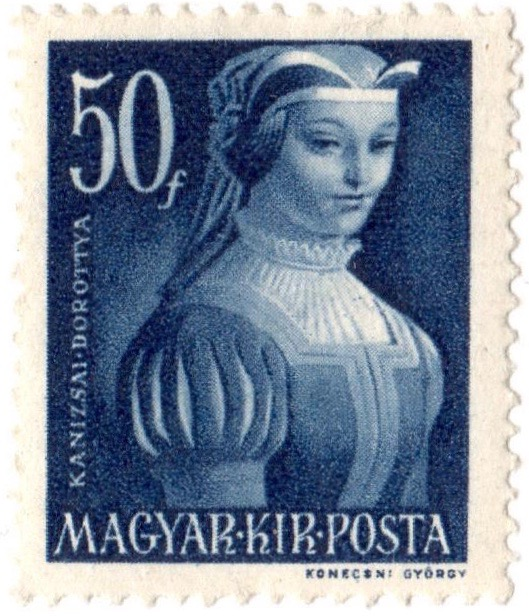
Dorothea (Dorottya) Kanizsai auf einer Briefmarke der Ungarischen Post aus dem Jahre 1944 (Michel Nr. 757)

## Ehrungen und Nachwelt
Dorothea Kanizsai ist auch in der heutigen Zeit in Ungarn nicht vergessen. Sie wird als eine der karitativsten Persönlichkeiten der gesamten ungarischen Geschichte bezeichnet. Zahlreiche Schulen, Straßen und Plätze wurden nach ihr benannt. In Nagykanizsa gibt es sogar ein Krankenhaus (Kanizsai Dorottya korház) das ihren Namen trägt. In Mohács gibt es eine nationale Gedenkstätte (Mohácsi Nemzeti Emlékhely) mit Museum, die nicht nur an die historische Schlacht, sondern auch an Dorottya Kanizsai erinnert.